# Emil Robert-Hansen
Emil Robert-Hansen, født Robert Emil Hansen (25. februar 1860 i København – 18. juli 1926 på Frederiksberg) var en dansk komponist og cellist.
Allerede fra 1871 optrådte han på koncerter. I årene 1874 og 1875 studerede han på Det Kongelige Danske Musikkonservatorium og blev 1877 ansat som cellist i Det Kongelige Kapel. Samtidig optrådte han som solist og komponerede en del musik.
I 1891 fik han en stilling som cellist ved Gewandhausorkestret i Leipzig. 1921 blev han Ridder af Dannebrog.
Han er begravet på Gentofte Kirkegård.

## Musik
- Symfoni nr. 1 d-mol (før 1880)
- Cellokoncert (1881)
- Klavertrio (1882)
- Phædra (koncertouverture 1884)
- Klaverkoncert (1885)
- Sonate for violin og klaver (1885)
- Klaverkvintet (1886)
- Suite for orkester (1887)
- Strygekvartet (1891)
- Symfoni nr. 2 (1892)
- Trio i d-mol (fløjte, violin og cello – 1910)

- op. 6 Symfonisk suite (strygeorkester og 3 horn)
- op. 11 Der Mai (sopran- eller tenorsolo, mandskor/kvartet og klaver – 1904)
- op. 12 Frauenlist (komisk opera efter 1001 nat)

- Die wilde Komtesse (operette i 3 akter)
- Variations sur un Thème mineur (harpe)
- Des Meisters Rosen (sang og orkester)